# 温琴佐·多尔切
温琴佐·多尔切（義大利語：Vincenzo Dolce，1995年5月11日—），意大利水球运动员。他曾代表意大利国家队参加2019年世界游泳锦标赛和2020年夏季奥林匹克运动会水球比赛。